# 資產階級自由化
資產階級自由化是中華人民共和國的一個政治词语，指反对由中国共产党领导的中国特色社会主义制度，主张实行类似资本主义国家的民主制度的思想或行为。中共的“四项基本原则”中坚持中国共产党领导和坚持社会主义制度在理论和执行上必须反对“自由化”，由此衍生出“反对资产阶级自由化”的概念和运动。
按照在中国共产党的官方说法，“资产阶级自由化”这个概念最早是邓小平提出的：1980年12月25日，他在《贯彻调整方针，保证安定团结》的讲话中指出，“要批判和反对崇拜资本主义、主张资产阶级自由化的倾向”。

## 歷史

### 首次提出
该提法首次出現于国家主席刘少奇1959年《马克思主义在中国的胜利》一文，当时中苏论战已经起来，苏联指责中共中央主席毛泽东在中国发起的“双百”（百花齐放、百家争鸣）运动，认为这是实行资产阶级“自由化”政策，刘少奇主席于是在文中回应：“有人说，我们采取‘百花齐放、百家争鸣’的方针，就是采取资产阶级‘自由主义’的政策，即所谓‘自由化’的政策。……我们采取这个方针，绝不是实行资产阶级的‘自由化’政策，而是实行无产阶级的极端坚定的阶级政策。”以辩护中国共产党发动“双百”运动的目的和性质，否认实行资产阶级自由化。

### 名词争议
由于“文化大革命”时期，这个提法也常被用来批斗被错划成右派的人，因此“文革”被彻底否定后，中共内部有不少人反对继续使用这一名词，担心被用来进行文革式的极左攻击。1985年，为了解决市场经济改革和共产主义路线纲领的矛盾，1985年9月25日，中共中央书记处议定十二届六中全会的一项议程是“讨论通过精神文明建设决定”，即编写《中共中央关于社会主义精神文明建设指导方针的决议》；1986年，时任中共中央总书记胡耀邦负责主持这个文件的起草，该文件的修订自始至终有2个问题的争议集中，其中一个涉及是否保留“资产阶级自由化”这个说法，为此，胡耀邦和文件起草组的参与人认真调查了该名词的党史文献来源，以求明确该词的含义，并就是否保留该词征求邓小平（中共元老代表）的意见。胡耀邦最终坚持该词予以保留，并结合邓小平对该词的多次论述，在9月19日主持编写的《精神文明建设决议(征求意见稿)的讨论和修改情况(草稿)》（后改名为《简要说明》）中做了特别说明：
|  | (四)有些同志主张不再用“资产阶级自由化”的提法，因为这个提法把自由都归到资产阶级名下去了。看来这个提法，确有可以推敲的地方，但是这次修改仍然加以保留。理由如下： 这个提法的涵义已经有了明确的界说。决议稿指出：“搞资产阶级自由化，即否定社会主义制度、主张资本主义制度，是根本违背人民利益和历史潮流，现实生活中确实仍然存在否定社会主义制度、主张资本主义制度的错误思想。这次文件保留这个提法，有利于安定团结局面的巩固。 我们全党在正确处理意识形态领域各种矛盾方面，已经总结了正反两个方面的经验。保留这个提法，不会导致过火斗争，带来危险。 附带说明，“资产阶级自由化”的提法，在少奇同志一九五九年的《马克思主义在中国的胜利》一文中使用过，当时是为了答复国内外对双百方针的歪曲，指出双百方针“决不是实行资产阶级的‘自由化’政策”。“文革”中，这个提法被用来打击坚持正确路线的同志。拨乱反正以后，中央针对“文革”遗毒、制造动乱和否定社会主义的错误言行，使用“反对资产阶级自由化”的提法，同“文革”时的情况已经根本不同。 |

對此，鄧小平答覆：
|  | 大家可以回想一下，粉碎“四人帮”以后，全国人大在一九八○年通过一个议案，取消宪法中的关于“大鸣、大放、大辩论、大字报”这一条。为什么做这件事？因为有一股自由化思潮。搞自由化，就会破坏我们安定团结的政治局面。没有一个安定团结的政治局面，就不可能搞建设。 自由化本身就是资产阶级的，没有什么无产阶级的、社会主义的自由化，自由化本身就是对我们现行政策、现行制度的对抗，或者叫反对，或者叫修改。实际情况是，搞自由化就是要把我们引导到资本主义道路上去，所以我们用反对资产阶级自由化这个提法。管什么这里用过、那里用过，无关重要，现实政治要求我们在决议中写这个。我主张用。 |

### 最后定性
在后来的中共党史文献研究中，目前的“资产阶级自由化”的概念，被确定为由邓小平首次提出。1980年12月25日，他在《贯彻调整方针，保证安定团结》的讲话中指出，“要批判和反对崇拜资本主义、主张资产阶级自由化的倾向”，正式提出了资产阶级自由化概念。
该词被邓小平多次使用，在《邓小平文选》第3卷中有52篇涉及，占43.7%，几乎占到一半。其它如1985年5月20日鄧小平會見台灣大學教授陳鼓應時的談話。
1997年《中华人民共和国刑法》中对应的“颠覆国家政权罪”（第105、113、56条）对煽动颠覆国家政权、推翻社会主义制度的言行规定了最高可至无期徒刑的刑事处罚。

## 使用與詮釋

### 鄧小平1980年12月25日的談話
鄧小平於1980年12月25日，在《贯彻调整方针，保证安定团结》中論述：
同时，要批判和反对崇拜资本主义、主张资产阶级自由化的倾向，批判和反对资产阶级损人利己、唯利是图、“一切向钱看”的腐朽思想，批判和反对无政府主义、极端个人主义。

### 胡喬木1981年8月的談話
胡喬木1981年8月8日，在《當前思想戰線的若干問題》中提到：
这里我想简略地说一说资产阶级自由化的含义问题。为什么我们把目前社会上存在的违反四项基本原则的社会思潮叫做资产阶级自由化思潮？大家知道，在资本主义制度下，那里的首要的自由，就是资本家进行雇佣剥削的自由，维护资产阶级私有制的自由。这是资产阶级自由的最本质的东西，资产阶级的其他各种自由包括言论、出版、集会、结社自由，竞选自由，两党或多党轮流执政的自由等等，归根到底都是由这种自由派生出来，并为它服务的。而当前我们社会上出现的这种思潮，它的特征正是极力宣扬、鼓吹和追求资产阶级的自由，想把资产阶级的议会制、两党制、竞选制，资产阶级的言论、出版、集会、结社自由，资产阶级的个人主义和一定范围内的无政府主义，资产阶级的金钱崇拜、唯利是图的思想和行为，资产阶级的生活方式、低级趣味，资产阶级的道德标准和艺术标准，对于资本主义制度和资本主义世界的崇拜，等等，“引进”到或渗入到我国的政治、经济、社会、文化生活中来，而从原则上否认、反对和破坏中国的社会主义事业，否认、反对和破坏中国共产党对于中国社会主义事业的领导。这种思潮的社会实质，就是自觉不自觉地要求在政治、经济、社会、文化领域内摆脱社会主义的轨道和实行资产阶级的所谓自由制度。所以，我们把它称之为资产阶级自由化思潮。
此論述認為，資本主義制度下最首要的自由是「僱傭剝削的自由」與「私有制的自由」，而其他種種自由皆由此衍生而來。此談話亦認定《苦戀》為資產階級自由化的典型。

### 鄧小平1983年10月12日的談話
鄧小平於在共產黨中央委員全體會議上發言，收錄於《党在组织战线和思想战线上的迫切任务》中：
“双百”方针的目的是促进社会主义文化的繁荣。毛泽东同志说过：“真理是在同谬误作斗争中间发展起来的”。马克思主义就是这样发展起来的。有些人把“双百”方针理解为鸣放绝对自由，甚至只让错误的东西放，不让马克思主义争。这还叫什么百家争鸣？这就把“双百”方针这个无产阶级的马克思主义的方针，歪曲为资产阶级的自由主义的方针了。毛泽东同志的《反对自由主义》，是一篇马克思主义的好文章。建议各级领导同志，特别是思想战线的同志认真学习一下，并且按照文章的精神办事。
而毛澤東在所作的《反對自由主義》之中，列出了十一種「自由主義」作風，認為「自由主義」是一種「機會主義」，是消極的，不積極維護「革命利益」、不敢於鬥爭、將個人利益置於第一位。

### 鄧小平1985年5月的談話
鄧小平於1985年5月20日與陳鼓應得談話時說到：
中国在粉碎“四人帮”以后出现一种思潮，叫资产阶级自由化，崇拜西方资本主义国家的“民主”、“自由”，否定社会主义。这不行。中国要搞现代化，绝不能搞自由化，绝不能走西方资本主义道路。对搞资产阶级自由化并且触犯了刑律的人，不严肃处理是不行的。因为他们搞的这一套无非是大鸣、大放、大字报，出非法刊物，实际上是一种动乱，是“文化大革命”遗留下来的做法。不能让这股风刮起来。全国人大一九八○年专门做了决议，废除宪法中肯定“大鸣、大放、大辩论、大字报”的条款，这个条款是“文化大革命”中写进宪法的。那些崇拜西方“民主”的人总想搞这个“四大”。中国经过十年“文化大革命”的沉痛教训，再不能那样干了。中国要坚持社会主义制度，要发展社会主义经济，要实现四个现代化，没有理想是不行的，没有纪律也是不行的。
此論述將資產階級自由化認定為「大鳴、大放、大辯論、大字報」，即是與「文化大革命」相近的動亂。而反對資產階級自由化的意義，在於建立安定的政治環境，避免動亂，專注建設。

### 鄧小平南巡講話
鄧小平1992年2月的南巡講話中，提到了資產階級自由化：
在整个改革开放的过程中，必须始终注意坚持四项基本原则。十二届六中全会我提出反对资产阶级自由化还要搞二十年，现在看起来还不只二十年。资产阶级自由化泛滥，后果极其严重。
並還提到
帝国主义搞和平演变，把希望寄托在我们以后的几代人身上⋯⋯对这个问题要清醒，要注意培养人，要按照“革命化、年轻化、知识化、专业化”的标准，选拔德才兼备的人进班子⋯⋯“文革”结束，我出来后，就注意这个问题。我们发现靠我们这老一代解决不了长治久安的问题，于是我们推荐别的人，真正要找第三代。但是没有解决问题，两个人都失败了，而且不是在经济上出现问题，都是在反对资产阶级自由化的问题上栽跟头。这就不能让了⋯⋯
此論述將堅持四項基本原則與反對資產階級自由化相提並論，並提到胡耀邦與趙紫陽皆是在反對資產階級自由化的問題上「栽跟頭」，觸及了防範和平演變不力這一「不能讓」的根本問題。

### 《中國共產黨紀律處分條例》
《中國共產黨紀律處分條例》规定：
第四十五条　通过网络、广播、电视、报刊、传单、书籍等，或者利用讲座、论坛、报告会、座谈会等方式，公开发表坚持资产阶级自由化立场、反对四项基本原则，反对党的改革开放决策的文章、演说、宣言、声明等的，给予开除党籍处分。
此論述將資產階級自由化視作反對四項基本原則的一種具體形式。

## 影响
1986年12月初起，安徽合肥中国科学技术大學的學生因基层人民代表大会代表选举不民主而舉行示威抗議活動，示威后来扩散到上海、北京、天津等地高校，即八六学潮，被有關當局鎮壓下來。當時中共認為這些學生的活動不是自發，而是有人在幕後指使。這些幕後人包括了後來於六四天安門事件之後被逼去美國的方勵之夫婦。事後，有關當局發表宣言，指責這一種“資產階級自由化”的思潮。文章指：“‘资产阶级自由化’崇拜西方资本主义国家的‘民主’、‘自由’，否定社会主义。”並指有關活動“无非是大鸣、大放、大字报，出非法刊物，实际上是一种动乱，是‘文化大革命’遗留下来的做法。不能让这股风刮起来。”
這件事結果使时任中共中央总书记胡耀邦在1987年1月辭职下台，同時開除幾位黨內主張民主化之人士如方勵之、王若望、劉賓雁等，並使中共黨內保守派得勢，以及李鵬得以接任國務院總理。這次事件亦被視作為後來1989年六四事件的原因。

## 外部連結
- 《搞资产阶级自由化就是走资本主义道路 （页面存档备份，存于）》，鄧小平1985年5月20日談話，南方網
- 《邓小平与反对资产阶级自由化 （页面存档备份，存于）》，李强，国史网
- 《陆定一与"资产阶级自由化"之争》，龚育之，新华网
- 《1986年胡耀邦亲自抓精神文明建设始末》，郝怀明，红网
- 《中华人民共和国刑法》：颠覆国家政权罪